# Paul Maubert
Pour les articles homonymes, voir Maubert.
Paul Maxime Jean Maubert est un général de brigade français né le 24 mai 1899 à Cannes et mort le 27 avril 1992 dans la même ville.

## Biographie

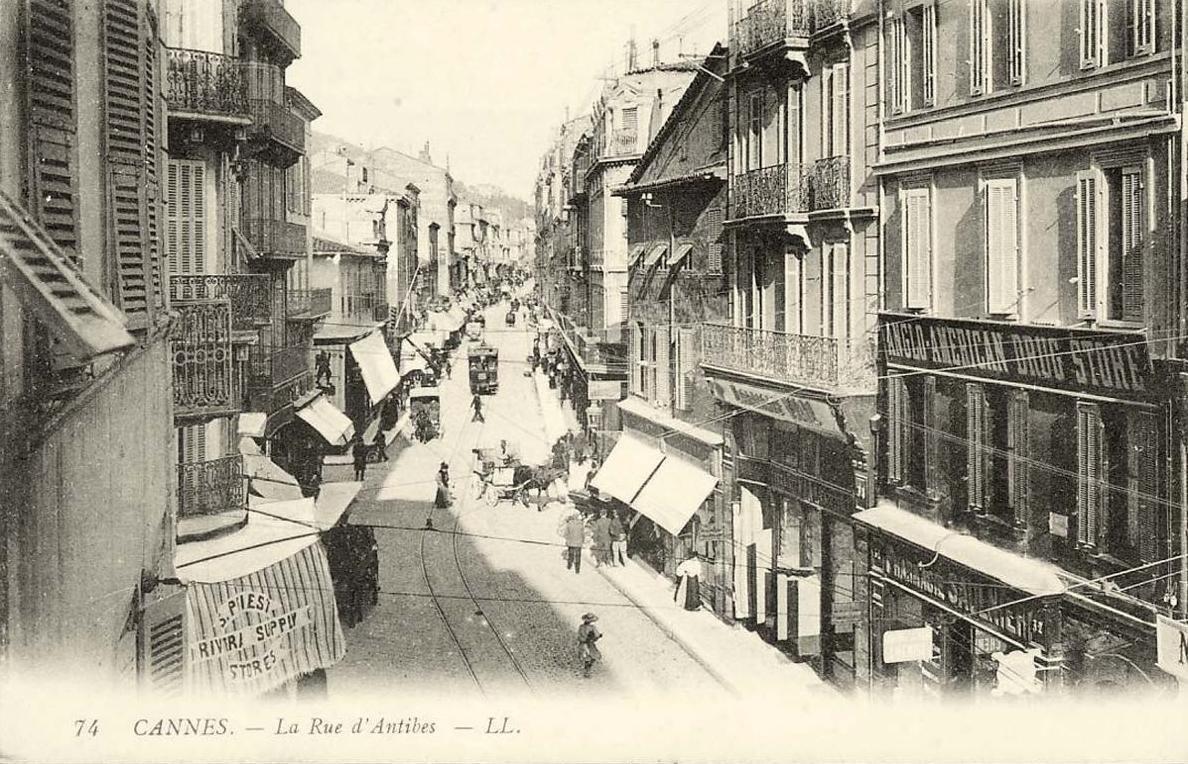
La rue d'Antibes vers 1900.

Paul Maxime Jean Maubert naît le 24 mai 1899 à Cannes. Son grand-père, verrier à l'usine de La Napoule, crée à Cannes en 1880 un commerce de gros de verrerie qui emploie quarante ouvriers et ouvre un magasin de porcelaine, cristaux et orfèvrerie au numéro 154 de la rue d'Antibes (n° 120 actuel). L'un de ses deux fils, Paul, est le père de Paul Maxime Jean.
Alors étudiant au lycée Thiers de Marseille, il interrompt sa préparation au concours d'entrée à l'École polytechnique pour rejoindre les rangs du 2e régiment d'artillerie coloniale. Il est engagé volontaire pour la durée de la guerre le 10 décembre 1917 et admis à suivre les cours de l'École de l'artillerie à Fontainebleau. Affecté successivement aux 86e régiment d'artillerie lourde, 3e puis 2e régiment d'artillerie coloniale, il participe aux campagnes contre l'Allemagne du 18 décembre 1917 au 23 octobre 1919. Il est cité à l'ordre du régiment en 1919,. Promu lieutenant par décret du 14 septembre 1929, il embarque pour l'Indochine le 11 mars 1931 où il est promu capitaine par décret du 25 septembre 1931.
En 1938 il est Capitaine à l'Ecole Militaire d'artillerie et mobilisé à Libourne (Gironde) comme commandant de batterie puis participe aux combats depuis la Somme, sur l'Oise, sur la Marne, sur la Seine. Cité à l'ordre du régiment le 10 juillet 1940 . Nommé Chevalier de la Légion d'Honneur le 18 juillet 1941.
Après l'armistice il est basé à Madagascar sur la base d'artillerie de Diego Suarez . Il refuse de prêter serment au régime de Vichy et est mis aux arrêts . Libéré par les Britanniques qui débarquent à Diego Suarez en mai 1942 il demande à rejoindre le Général De Gaulle à Londres où il séjourne en juillet 1942. Il retourne à Madagascar à la demande du Général pour reprendre la position de Diego Suarez au nom de la France Libre puis rejoint à sa demande en Afrique la 1ère Division Française Libre .    
Il est lieutenant-colonel lorsqu'en avril 1944 il seconde  au Moyen-Orient le colonel Laurent-Champrosay qui commande l'artillerie divisionnaire de la 1re division française libre et le 1er régiment d'artillerie coloniale, fusionné avec le 2e, et embarque pour l'Italie depuis Bizerte. Le 5 juin, il commande un groupement important dans la villa Adriana de Tivoli où les Allemands s'accrochent. La division fait face au nord, protégeant le flanc des blindés de la 5e armée qui entrent le 4 juin dans Rome. Le régiment traverse la capitale le 10 juin. À la mort du colonel Laurent-Champrosay, le 19 juin, il prend le commandement du régiment. Il seconde ensuite le colonel Pierre-Marie Bert, avec lequel il participe à la libération de l'Alsace. Le 19 septembre, les tirs des groupes d'appui direct sous ses ordres permettent la reprise de Moffans, Lyoffans, Andornay, Magny-Jobert, Frédéric-Fontaine, Clairegoutte et Lomont en Haute-Saône. Il prend ensuite le commandement de l'artillerie en Afrique équatoriale et atteint le grade de colonel.
Il est commandeur de la Légion d’honneur, décoré des croix de guerre 1914-1918, croix de guerre 1939-1945 avec palme, croix du combattant volontaire et de la médaille de la Résistance française par décret du 31 mars 1947. Il est promu général de brigade par décret du 26 mai 1956. Il cesse le service actif en 1957.
Paul Maubert meurt à Cannes le 27 avril 1992 à l'âge de 92 ans.
Le 11 novembre 1998 une plaque est apposée en son hommage sur la fontaine du pont des Gabres à Cannes, renommé Rond-point du Général-Maubert par délibération du 30 juin 1998,.